# Kätlin Vainola
Kätlin Vainola (Tallinn, 1978. szeptember 30. –) észt gyermekíró és költő. Néha a Marie Myrk nevet használja.

## Élete
Tallinnban született 1978-ban, gyermekéveit a főváros Kopli kerületében töltötte, mielőtt a család Põlvába költözött. Később visszatértek Tallinnba, ahol Pääsküla Gimnáziumban végezte el a középiskolát. Ezt követően 2002-ben szerzett diplomát a Tallinni Egyetemen észt filológia szakon, tanárként, projektmenedzserként és szerkesztőként dolgozott. Dalszövegeket írt a Vennaskond és a Sõpruse Puiestee észt együttesek számára.
Sajtócikkeket írt, oktatási anyagok összeállításával és a gyermekek olvasásával kapcsolatos rendezvények szervezésével foglalkozott. 2005-ben debütált gyermekkönyv-szerzőként, első munkája a Ville.
Később további gyermekirodalmi műveket is publikált. A Lift (2013) és a Kus on armastus? (2014) alkotásaival az Észt Kulturális Alapítvány gyermekirodalmi díjára jelölték. A Lift szerepelt a müncheni Nemzetközi Ifjúsági Könyvtár híres Fehér Hollók katalógusában a 2014-es  frankfurti könyvvásáron. A Kus a armastus első díjat nyert 2013-ban az észt gyermekkönyv-versenyen.
2014 óta tagja az Észt Írók Szövetségének. Jelenleg a Hea Laps gyermekmagazin főszerkesztője. A kisgyermekek számára készült képeskönyvei közül sokat lefordítottak, számos díjat nyertek. 
Kätlin Vainola az észt gitáros és énekes Allan Vainola (1968–) felesége. A házaspárnak két gyermeke van.

## Művei
- Ville (2006)

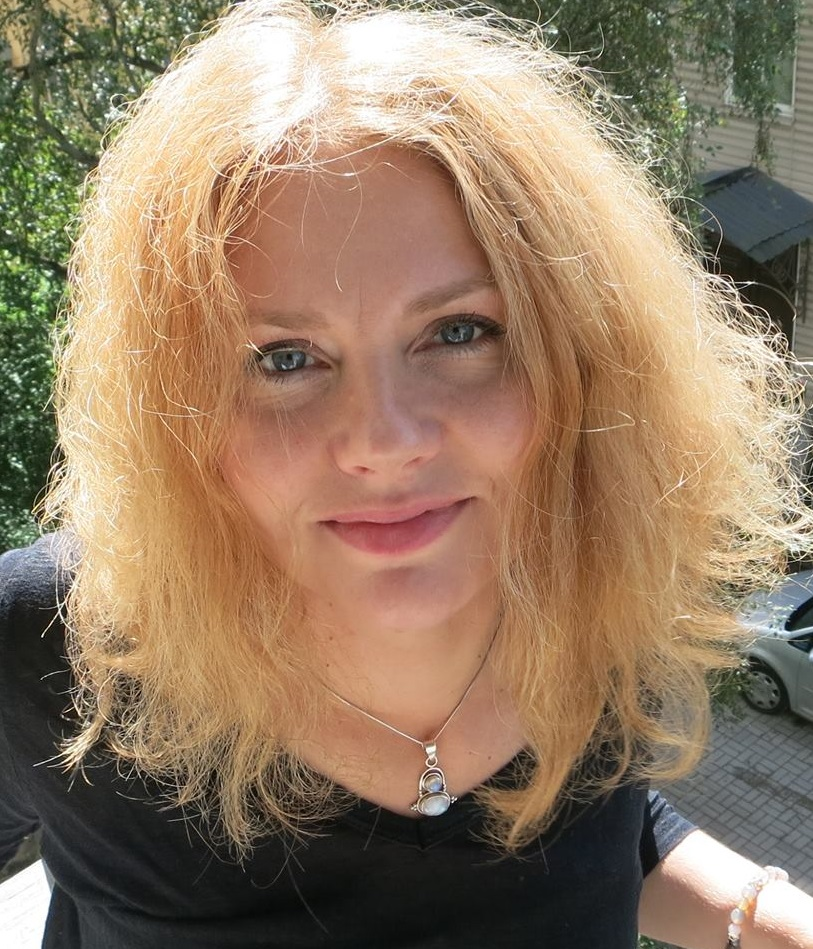
Kätlin Vainola portré

- Mia, Konrad ja avanevad uksed (2008) Mia, Konrad és a kinyílt ajtók
- Kelli – peaaegu haldjas (2008, 2014) Kelli - majdnem egy tündér
- Mudilane Mummu ja tema perekond (2009) A kisgyermek Mummu és családja
- Metsaelu aabits (2009) Az erdei élet ábécéje
- Tiigielu aabits (2011)[2] A tó életének ábécéje
- Suvevaheaeg koolis (2011) Nyári szünet az iskolában
- Missioon piim (2012) Missziós tej
- Kreete (2012) Kréta
- Karuelu aabits (2012)[3] Medve-ábécé
- Lift (2013)
- Kus on armastus? (2014) Hol a szerelem?
- Kelli hakkab piraadiks (2014) Kelli kalózzá válik
- Sonja ja kass (2015) Szonja és a macska
- Nähh Pariisis (2017) Nézd Párizsban
- Poiss kes joonistas kaarte (2017) A fiú, aki kihúzta a kártyákat
- Krips-kraps, eesti laps (2017) Kripsz-krapsz, észt gyermek
- Lood julgetest Eesti tüdrukutest (2018) Történetek a bátor észt lányokról
- Minu Eesti seiklus (2019) Saját észt kalandom

## Díjai, elismerései
- Gyermektörténetek versenye az első könyv kategóriában 3. helyezett: Ville (2005)
- Az Észt Kulturális Irodalmi Alapítvány 2008. évi díjának jelöltje a gyermekirodalom kategóriájában: Mia, Konrad és az ajtók megnyitása
- Az év gyermekkönyve: Kelli - majdnem egy tündér (2009)
- Az év gyermekkönyve: A tó életének ábécéje (2011)
- Jó Gyermekkönyv: Lift (2013)
- „Térd-könyvek” versenye, 1. helyezett: Hol van a szerelem? (2013)
- Az Észt Kulturális Irodalmi Alapítvány 2013. évi díja a gyermekirodalom kategóriájában: Lift
- Fehér Hollók: Lift (2014)
- Az év gyermekkönyve: Hol van a szerelem? (2014)
- Az Észt Kulturális Irodalmi Alapítvány 2014. évi díjának jelöltje a gyermekirodalom kategóriájában: Hol a szerelem?

## Fordítás
- Ez a szócikk részben vagy egészben  a   Kätlin Vainola című észt Wikipédia-szócikk ezen változatának fordításán alapul.  Az eredeti cikk szerkesztőit annak laptörténete sorolja fel. Ez a jelzés csupán a megfogalmazás eredetét és a szerzői jogokat jelzi, nem szolgál a cikkben szereplő információk forrásmegjelöléseként.